# William P. Thorne
William Pryor Thorne (* 5. März 1843 im Shelby County, Kentucky; † 27. Mai 1928 in Eminence, Kentucky) war ein US-amerikanischer Politiker. Zwischen 1903 und 1907 war er Vizegouverneur des Bundesstaates Kentucky.

## Werdegang
William Thorne wuchs auf einer Farm auf und absolvierte das Eminence College. Nach einem anschließenden Jurastudium und seiner Zulassung als Rechtsanwalt begann er in Eminence in diesem Beruf zu arbeiten. Vier Jahre lang war er Bezirksstaatsanwalt im Henry County. Politisch war er Mitglied der Demokratischen Partei. Viermal wurde er in das Repräsentantenhaus von Kentucky gewählt, wo er einige Gesetzesvorlagen einbrachte.
1903 wurde Thorne an der Seite von J. C. W. Beckham zum Vizegouverneur seines Staates gewählt. Dieses Amt bekleidete er zwischen 1903 und 1907. Dabei war er Stellvertreter des Gouverneurs und Vorsitzender des Staatssenats. Thorne war auch im Bankgewerbe tätig. Er starb am 27. Mai 1928 in Eminence, wo er auch beigesetzt wurde.